# Mythimna sachalinensis
Mythimna sachalinensis là một loài bướm đêm trong họ Noctuidae.